# F1 Manager
F1 Manager es un videojuego deportivo desarrollado por Intelligent Games y publicado por EA Sports en exclusiva para Microsoft Windows. Fue el último juego de F1 Management con licencia oficial hasta F1 Manager 2022 de Frontier Developments.
El juego tiene lugar a partir de la temporada 1999 de Fórmula 1. El jugador asume el papel de director de equipo de un constructor de Fórmula 1 que gestiona y negocia varios aspectos del equipo. Las críticas del juego fueron mixtas.

## Jugabilidad
El jugador toma el control de la gestión de un equipo de carreras de la temporada 1999 de Fórmula 1 durante un período de diez años. Tienen la posibilidad de elegir entre una gama de once equipos compuestos por dos pilotos cada uno y un piloto de pruebas. También hay un diseñador jefe, un director técnico y un director comercial para ayudar al jugador a administrar un equipo. Son contratados mediante negociación de contrato y permanecen en el equipo hasta el final de la temporada. Los contratos se realizan por orden de llegada.
A lo largo del juego, el desempeño del jugador es evaluado por el presidente de la junta directiva, quien le proporciona objetivos como ganar tanto el Campeonato Mundial de Pilotos como el Campeonato Mundial de Constructores o terminar en una posición determinada en el último campeonato que están obligados a cumplir al final de una temporada. Pueden contratar personal de apoyo para ayudar en las funciones del equipo. Los diseñadores pueden ser contratados para construir componentes para los monoplazas, los ingenieros ayudan en el mantenimiento y la creación de piezas de repuesto y los asistentes comerciales trabajan junto con los patrocinadores para mantener su interés en el equipo. Los jugadores tienen la opción de participar o no en las sesiones programadas del día de prueba para desarrollar un automóvil.
Se incluye una pantalla de noticias en el juego para permitir que el jugador lea los desarrollos relacionados con los equipos de Fórmula 1. Durante un fin de semana de carrera, el jugador tiene la capacidad de ordenarle a un piloto cómo manejar durante un Gran Premio y puede cambiar sus estrategias de parada en boxes. Se les puede indicar que aumenten su velocidad general, que reduzcan la velocidad o que mantengan su posición. Los pilotos también brindan al jugador información sobre el rendimiento de su vehículo, que puede modificarse para adaptarse a un circuito de carreras en particular, y pueden informar problemas mecánicos al jugador.
El jugador también puede optar por observar una carrera en una plataforma de pantalla de televisión que le permite seleccionar su ángulo de cámara preferido, y le brinda información como las cargas de combustible y el desgaste de los neumáticos. Se les da la opción de acelerar el tiempo para disminuir la cantidad de tiempo real que se necesita para completar una sesión. La lluvia no aparece en el juego.

## Producción
F1 Manager fue desarrollado por Intelligent Games en el Reino Unido, y fue lanzado en todo el mundo en Microsoft Windows por el titular de la licencia del juego, EA Sports, en octubre de 2000. Los comentarios son proporcionados por el comentarista de ITV Jim Rosenthal en inglés, y Kai Ebel en alemán.

## Recepción
Jeuxvideo.com elogió los gráficos del juego y criticó su banda sonora, que el crítico consideró que no tenía originalidad: «Un juego muy (demasiado) completo que hará las delicias de los fanáticos del género, pero que probablemente cansará al neófito con bastante rapidez. sobre todo porque el nivel de dificultad no es ajustable según tu habilidad en la gestión». Paul Presley de PC Zone sintió que el aspecto más problemático del videojuego era no hacer una diferencia y notó que las carreras continúan por un corto tiempo después de que el primer monoplaza ha completado una carrera. Sin embargo, concluyó que F1 Manager era mejor en términos de jugabilidad que Grand Prix Manager. Un crítico de la revista francesa Joystick sintió que el diseño del juego era ateo, lo que creían que lo haría más atractivo para el público que Grand Prix Manager, y era menos elogioso en sus errores gráficos y de sonido. Nathan Quinn de The Race escribió que el juego «eliminó el subgénero de carreras de los juegos de gestión durante mucho tiempo».